# Recto

Im aufgeschlagenen Buch ist recto die rechte Seite.

Recto (Ablativ von lateinisch rectus „aufrecht, gerade, richtig“) bezeichnet die Vorderseite eines Blattes Papier, Papyrus, Pergament, eines Gemäldes, einer Münze (meist jedoch Avers) oder Medaille, oder auch einer Banknote. Das Gegenteil von recto ist verso, die Rückseite bezeichnend. Ursprünglich bezeichnete man mit recto in der Papyrologie die meist allein beschriebene Innenseite der Papyrusrolle, auf der die einzelnen Papyrusstreifen parallel zu den Schriftzeilen und der Rollenlänge stehen.
In Archivwesen und Handschriftenkunde werden bei unpaginierten Dokumenten nicht die Seiten, sondern die Blätter durchgezählt und die Vorder- bzw. Rückseiten als „recto“ und „verso“ bezeichnet (Foliierung). Die Abkürzung geschieht durch ein ohne Leerschlag anschließendes, manchmal hochgestelltes „r“. Seite 5 eines paginierten Buches würde also bei einem unpaginierten (oder blattweise durchnummerierten) Buch mit folio (fol.) 3r bzw. 3r bezeichnet werden.